# Berberentulus travassosi
Berberentulus travassosi är en urinsektsart som först beskrevs av Filippo Silvestri 1938.  Berberentulus travassosi ingår i släktet Berberentulus och familjen lönntrevfotingar. Inga underarter finns listade.